# Hochschule Wismar

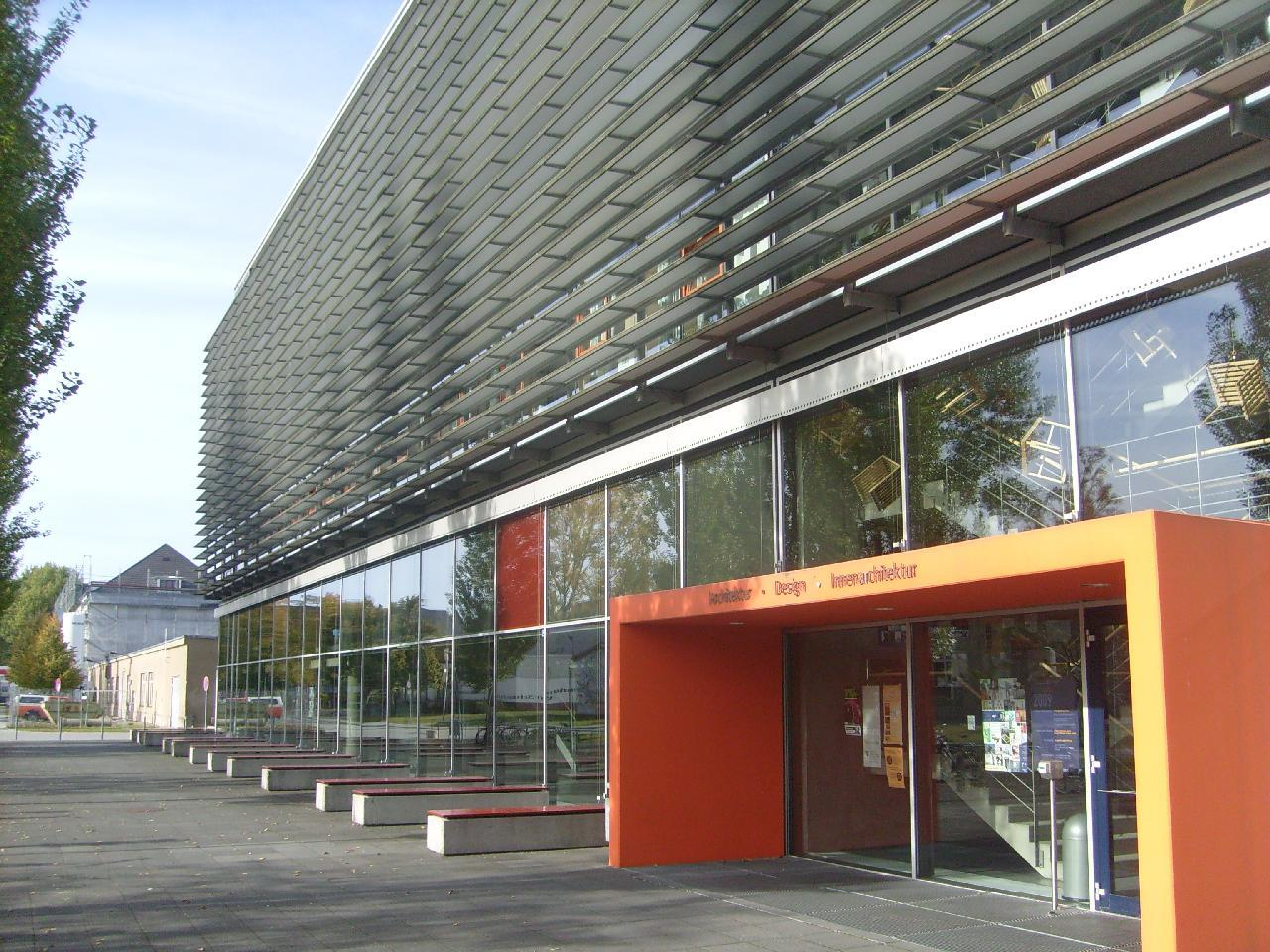
Hochschule Wismar

Die Hochschule Wismar ist eine staatliche Hochschule für Angewandte Wissenschaften in der Hansestadt Wismar in Mecklenburg-Vorpommern. Sie wurde am 9. Mai 1908 als Ingenieur-Akademie Wismar gegründet. Die Hochschule hat drei Fakultäten in Wirtschaftswissenschaften, Ingenieurwissenschaften und Gestaltung mit 34 Bachelor- und 37 Master-Studiengängen. An der Hochschule sind 8406 Studierende eingeschrieben. 433 Mitarbeiter sind an der Hochschule beschäftigt, darunter 133 Professorinnen und Professoren, 110 Lehrkräfte und wissenschaftliche Mitarbeiter und sechs Auszubildende.

## Studienangebot
Die Hochschule bietet ein umfangreiches Angebot von Präsenz- und Fernstudiengängen an. Im Wesentlichen handelt es sich bei ihr allerdings um eine typische Campushochschule, da sich ein Großteil der Fachbereiche auf dem geschlossenen Campus in Wismar befinden. Die größte Außenstelle stellt der Seefahrtsbereich im Rostocker Ortsteil Warnemünde dar. Eine kleinere Außenstelle existiert in Malchow auf der Insel Poel.

## Organisation

### Fakultäten und Studiengänge
An ihren drei Fakultäten bietet die Hochschule Wismar insgesamt 30 Studiengänge an, darunter befinden sich auch mehrere Fernstudiengänge.

#### Fakultät für Wirtschaftswissenschaften
- Betriebswirtschaft, Bachelor
- Wirtschaftsinformatik, Bachelor
- Wirtschaftsinformatik, Bachelor, deutsch-polnischer Studiengang
- Wirtschaftsinformatik, dual, Bachelor
- Wirtschaftsrecht, Bachelor
- Betriebswirtschaft, Master
- Digitale Logistik und Management, Master
- Tax and Business Consulting, Master
- International Management, Master
- Wirtschaftsinformatik, Master
- Wirtschaftsinformatik, Master, deutsch-polnischer Studiengang
- Wirtschaftsrecht, Master
- Betriebswirtschaft, Diplom, postgradual im Fernstudium
- Betriebswirtschaft, Diplom, im Fernstudium
- Wirtschaftsinformatik, Diplom, im Fernstudium

#### Fakultät für Gestaltung
- Architektur, Bachelor
- Innenarchitektur, Bachelor
- Design, Schmuck und Produkt, Bachelor
- Material Culture Design, Master
- Architectural Lighting Design, Master
- Architektur, Master
- Architektur, Master, Teilzeit
- Innenarchitektur, Master
- Design, Diplom, auslaufend
- Kommunikationsdesign und Medien, Diplom, auslaufend

#### Fakultät für Ingenieurwissenschaften
Die Fakultät ist in vier selbstständige Untereinheiten gegliedert:

##### Bereich Bauingenieurwesen
- Bauingenieurwesen, Bachelor
- Bauingenieurwesen, Bachelor, dual

- Bauingenieurwesen, Master

##### Bereich Elektrotechnik & Informatik
- Angewandte Informatik – Multimediatechnik, Bachelor
- Angewandte Informatik, Master
- Angewandte Medizintechnik, Bachelor
- Mechatronik, Bachelor
- Mechatronik, Master
- Informations- und Elektrotechnik, Bachelor
- Informations- und Elektrotechnik, Master
- Schiffselektrotechnik, Bachelor (in Zusammenarbeit mit dem Bereich Seefahrt)

##### Bereich Maschinenbau/Verfahrens- und Umwelttechnik
- Maschinenbau, Bachelor
- Maschinenbau, Bachelor, dual

- Verfahrenstechnik, Energie-, Umwelt- und Biotechnologie, Bachelor
- Maschinenbau, Verfahrens- und Energietechnik Master

##### Bereich Seefahrt
- Marine Engineering, Bachelor
- Nautik/Verkehrsbetrieb, Bachelor
- Schiffsbetriebs-/Anlagen- und Versorgungstechnik, Bachelor
- Schiffsbetriebstechnik, Bachelor, dual
- Schiffselektrotechnik, Bachelor (in Zusammenarbeit mit dem Bereich Elektrotechnik)
- Operation and Management of Maritime Systems, Master

### Institute und Einrichtungen
- Cisco Networking-Academy Wismar

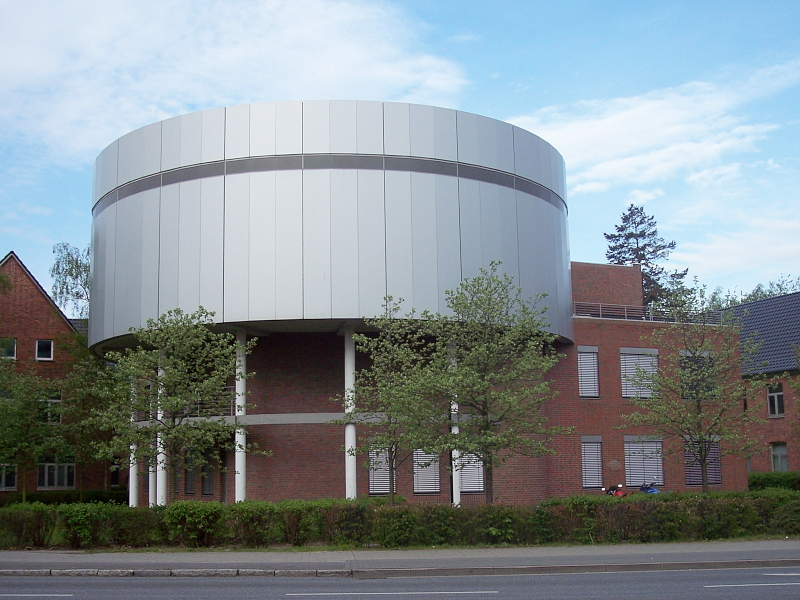
Maritimes Simulationszentrum Warnemünde MSCW

- Designnetz – Wismar Designkompetenzzentrum der Hochschule Wismar
- European Centre for Engineering and Business Education (ECEBE)
- Forschungszentrum Wismar e. V.
- Gottlob Frege Zentrum
- Gründerbüro – Informationszentrum für Existenzgründer
- Hochschulchor[7]
- Institut für internationales und europäisches Wirtschaftsrecht
- Institut für Oberflächen- und Dünnschichttechnik (IfOD)
- Institut für Pharmakoökonomie und Arzneimittellogistik (IPAM)
- Institut für Polymertechnologien e. V.
- Institut für Unternehmensbesteuerung und Consulting
- Kompetenzzentrum Bau Mecklenburg-Vorpommern (KBauMV)
- Kompetenzzentrum „Frauen für Naturwissenschaft und Technik“
- Maritimes Simulationszentrum Warnemünde
- Robert-Schmidt-Institut
- Schiffahrtsinstitut Warnemünde e. V.
- Seniorenverein der Hochschule Wismar e. V.
- VDE Hochschulgruppe Wismar

### Tochterunternehmen

#### Forschungs-GmbH Wismar
Die Forschungs-GmbH Wismar ist ein unabhängiges Dienstleistungsunternehmen im Bereich Forschung und Entwicklung. Sie wurde im Jahr 2002 als 100%ige Tochter der Hochschule Wismar, University of Technology, Business and Design gegründet.

#### HWS-Hochschule Wismar Service GmbH
Im Juli 2000 wurde die HWS-Hochschule Wismar Service GmbH als erstes Unternehmen der Hochschule Wismar gegründet. Die HWS GmbH befasste sich schwerpunktmäßig mit der Konzeption, Organisation und Durchführung verschiedener Dienstleistungen auf den Gebieten Weiterbildung, Hochschulmarketing sowie Finanzclearing für einzelne Projekte. Sie richtete für die Hochschule Wismar den alljährlichen Hochschulball aus und präsentierte die Hochschule mit der Roadshow. Die Gesellschaft wird zurzeit in einem ordnungsgemäßen Verfahren aufgelöst. Die Liquidation wurde zum 1. Januar 2012 eröffnet.

#### WINGS-Wismar International Graduation Services GmbH

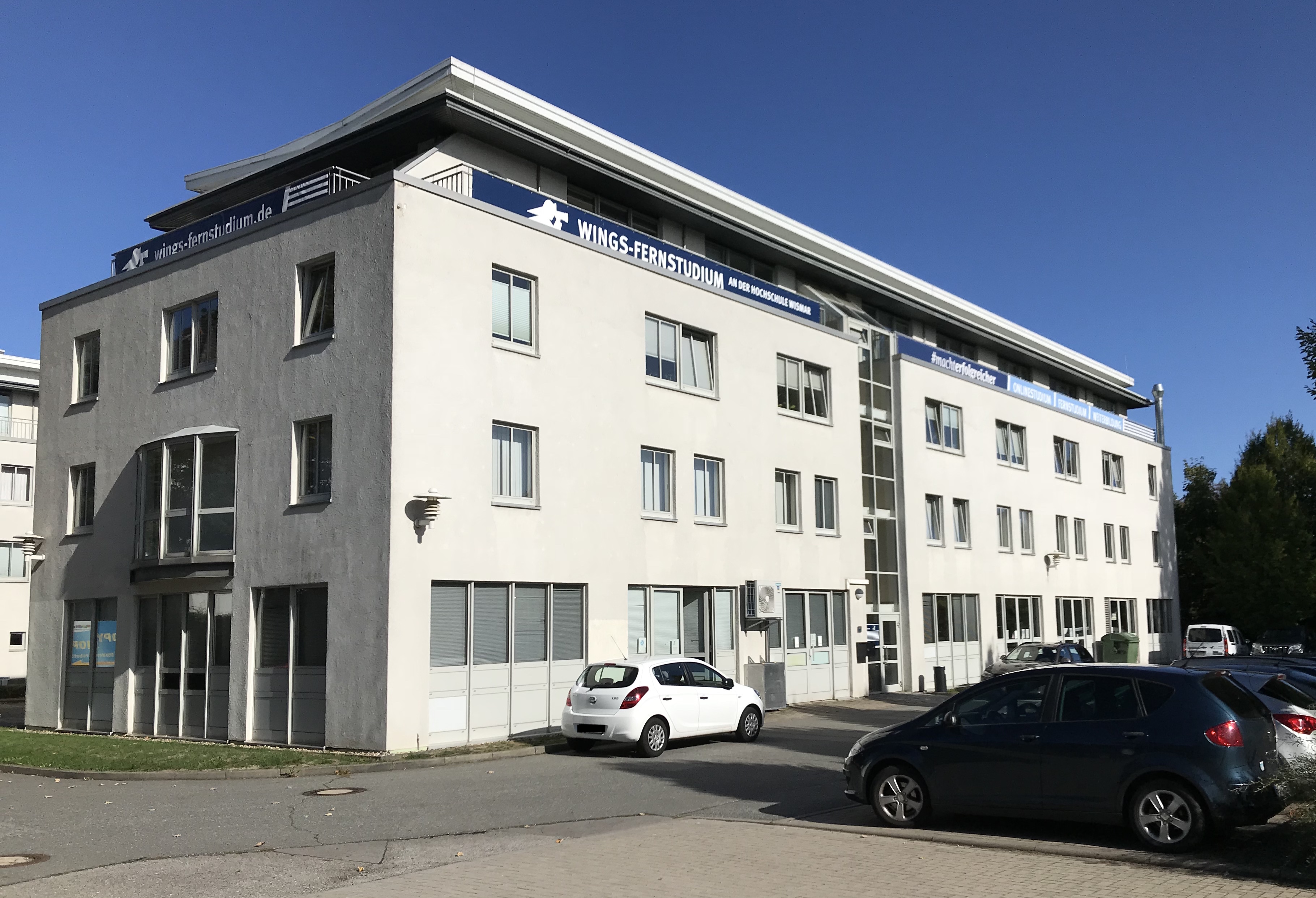
Verwaltungsgebäude der WINGS GmbH in Wismar

Die WINGS-Wismar International Graduation Services GmbH wurde im März 2004 aus dem ehemaligen Fern- und Weiterbildungszentrum gegründet. Sie ist für die Umsetzung der Fernstudiengänge zuständig. Das Fernstudium an der Hochschule Wismar hat seine Wurzeln im Jahr 1952. 2015 waren rund 4.500 Fernstudierende und 500 Weiterbildungsteilnehmer an der WINGS eingeschrieben.

## Geschichte

Robert Schmidt, Gründer der Ingenieur-Akademie Wismar

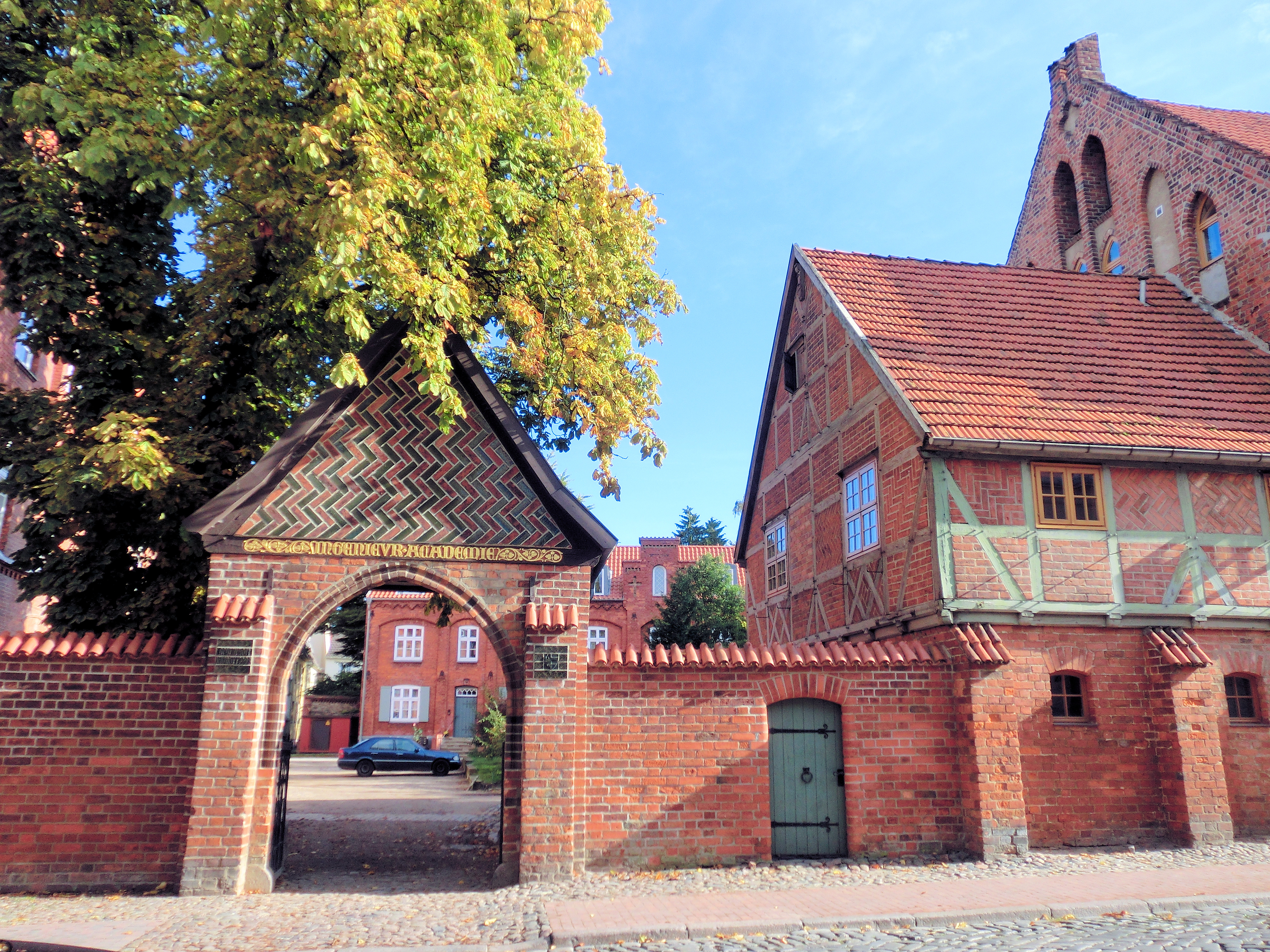
Tor zum Heiligen-Geist-Hof mit Inschrift Ingenieur-Akademie

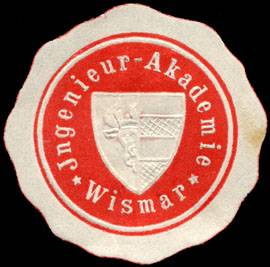
Siegelmarke der Ingenieur-Akademie Wismar

Gegründet wurde die Hochschule als Ingenieur-Akademie Wismar am 9. Mai 1908 mit einem Vertrag zwischen der Seestadt Wismar und dem ersten Direktor, dem Architekten Robert Schmidt, der ihre Leitung bis zu seinem Ruhestand 1923 innehatte. Sie ist damit die älteste noch bestehende Ausbildungsstätte für Ingenieure in Mecklenburg-Vorpommern.
Sitz und Schulgebäude der zunächst privaten Lehranstalt war das heute als Wohnhaus genutzte Hofhaus der Heilig-Geist-Kirche. Der Unterricht begann im September 1908 mit der Immatrikulation von 13 Studenten, unterrichtet von Robert Schmidt und zwei weiteren Dozenten.
Die Einrichtung bestand zunächst aus den Abteilungen Maschinenbau und Bauingenieurwesen, später kamen Architektur, Elektrotechnik und Maschinen-Elektroingenieurwesen hinzu. Rund die Hälfte der damaligen Studenten kam aus Ost- und Nordeuropa nach Wismar.
Im Jahr 1922 ging die Ingenieur-Akademie als Städtisches Polytechnikum in das Eigentum der Stadt Wismar über. 1937 wurde das Bauingenieurwesen ausgegliedert und das Studienangebot um die Studienrichtung Flugzeugbau erweitert.
Zwischen 1941 und 1945 existierte mit der FAG Wismar eine Flugtechnische Arbeitsgemeinschaft an der damaligen Ingenieurschule der Seestadt Wismar.
Der Bereich Seefahrt in Warnemünde verfügt über eine lange Tradition. Er ging aus der 1846 gegründeten Großherzoglichen Navigationsschule in Wustrow (Fischland) hervor. Ein Teil der Wustrower Ausbildung wurde 1954 von der Warnemünder Ingenieurschule für Schiffbautechnik übernommen und mit Gründung der Ingenieurschule für Seefahrt Warnemünde/Wustrow im Jahre 1969 kam es zur Vereinigung beider Einrichtungen. 1989 erfolgte eine Umbenennung zur Hochschule für Seefahrt Warnemünde-Wustrow.
Nach der Auflösung der Hochschule für Seefahrt im Jahre 1990 erfolgte die rechtliche Übernahme durch die Universität Rostock. Der Hochschulteil Wustrow wurde 1992 zum Ende des Sommersemesters geschlossen. Der Bereich Seefahrt gelangte im gleichen Jahr als neuer Fachbereich zur Hochschule Wismar. Die Aufgabe eines Gründungs-Dekans der neuen „Fachhochschule für Seefahrt“ in Warnemünde – nunmehr als eine „Außenstelle der FH Wismar“ – übertrug das Kultusministerium an Herrn Dr.-Ing. Knud Benedict und die Ausbildung von Schiffsoffizieren in Warnemünde wurde ab 1992 „unter dem Dach der Hochschule Wismar“ ohne Unterbrechung weiter geführt.
Die 1949 in Wismar zunächst als Arbeitsschule für Güte und Form gegründete und am 23. Oktober 1950 feierlich eröffnete Fachschule für angewandte Kunst war nicht Bestandteil der Wismarer Hochschule. Als eigenständige Institution zog sie im Frühjahr 1953 nach Heiligendamm und wurde 1991 zur Fachhochschule für angewandte Kunst erhoben. Erst 1992 wurde diese mit dem Status eines Fachbereiches (Design/Innenarchitektur) der Hochschule Wismar angeschlossen. Im Sommer 2000 zog der Fachbereich in einen Neubau auf dem Wismarer Campus.

### Überblick der Vorgängereinrichtungen
Die Hochschule Wismar ging aus folgenden Einrichtungen hervor:
- 1908–1945 Ingenieur-Akademie Wismar
- 1945–1947 Staatliche Bau- und Ingenieurschule Wismar
- 1948–1952 Staatliche Ingenieurschule für Maschinenbau Wismar
- 1952–1958 Fachschule für Schiffbautechnik Wismar
- 1955–1968 Fachschule für Bauwesen Wismar
  - ab 1958 Ingenieurschule für Bauwesen Wismar
- 1958–1968 Ingenieurschule für Schwermaschinenbau und Elektrotechnik Wismar
  - ab 1964 Ingenieurschule für Maschinenbau und Elektrotechnik Wismar
- 1968–1969 Ingenieurschule für Maschinenbau, Elektrotechnik und Bauwesen Wismar
- 1969–1988 Ingenieurhochschule Wismar
- 1988–1992 Technische Hochschule Wismar
- 1992–2003 Hochschule Wismar – Fachhochschule für Technik, Wirtschaft und Gestaltung
  - Integration der 1846 als Großherzogliche Mecklenburgische Navigationsschule gegründeten Hochschule für Seefahrt Warnemünde-Wustrow
  - 1992 Integration der 1948 als Landeskunstschule Mecklenburg gegründeten Fachhochschule für angewandte Kunst Heiligendamm[15].
- 2003–2008 Hochschule Wismar – University of Technology, Business and Design
- 2009–heute Hochschule Wismar – University of Applied Sciences: Technology, Business and Design

### Historische Logos

Ingenieur-Akademie Wismar
Staatliche Bau- und Ingenieurschule Wismar
Ingenieurschule für Bauwesen Wismar
Ingenieurhochschule Wismar
Technische Hochschule Wismar
Hochschule für Seefahrt Warnemünde-Wustrow
Fachschule für angewandte Kunst
Hochschule Wismar – Fachhochschule für Technik, Wirtschaft und Gestaltung
Hochschule Wismar – University of Technology, Business and Design

## Forschung
Die Hochschule Wismar ist seit vielen Jahren aktiv im Bereich Forschung und Technologietransfer. Es gibt Angebote sowohl für Unternehmen und öffentliche Institutionen als auch für Angehörige der Hochschule. Die Forschungsschwerpunkte im Einzelnen sind Computational Engineering und Mechatronik, IT-Systeme und Medien sowie Oberflächentechnik, Bauen und Planen, Seeverkehr, Innovation und Design von Produkten und technologischen Verfahren, Nachwachsende Rohstoffe und
Lehren – Lernen.
Neben diesen Forschungsschwerpunkten, die durch diverse Projekte und Maßnahmen untermauert wurden, haben sich folgende Forschungsthemen in der Forschungslandschaft etabliert:
Historische Bausanierung und moderne Baugestaltung, Wahrnehmung und Konsequenzen für die gestalterische Planung, E-Learning, Sicherheit im Datentransfer (Internet und Intranet) und künstliche Intelligenz. Darüber hinaus die Entwicklung von Maschinen und Maschinenkomponenten, Kunststofftechnik und Nanotechnologie sowie internationale Qualitätsmanagementsysteme und Netzwerke. Sie sollen in der Zukunft in die Forschungsschwerpunkte integriert werden und/oder sich zu eigenständigen Schwerpunkten entwickeln.

## Internationale Kooperationen
Die Hochschule kooperiert auf dem Gebiet der Forschung und Ausbildung intensiv mit ausländischen Hochschulen. So gab es im Jahr 2010 Kontakte zu weltweit 117 Partneruniversitäten aus 45 Staaten.
Zu den Partnern im Bildungsbereich zählen unter anderem:
- NBS Northern Business School – Hochschule für Management und Sicherheit, Hamburg – Betriebswirtschaft, Wirtschaftsinformatik (Teilzeitstudium)
- Deutsche Gesellschaft für Internationale Zusammenarbeit (GIZ), Bonn – Internationales Leadership Training (Weiterbildung, Präsenz)
- Universität Stettin – Binationaler deutsch-polnischer Studiengang Wirtschaftsinformatik (Vollzeitstudium)
- Cape Peninsula University of Technology, Kapstadt / Innovation South Africa, Kapstadt – Business Systems (Fernstudium)
- Institut Teknologi Sepuluh Nopember, Semarang Growth Centre, Surabaya, Indonesien – Marine Engineer (Präsenzstudium, Start WS 11/12)
- European Centre for Engineering and Business Education (ECEBE) – Internationales Netzwerk von Hochschulen / Bildungskooperation

Im Bereich Seefahrt ist die Hochschule eine Öffentlich-private Partnerschaft mit der AIDA Academy eingegangen, dem Zentrum für Aus- und Weiterbildung des Weltmarktführers für Kreuzfahrten Carnival Corporation & plc im Bereich der Marke AIDA Cruises, bzw. dessen italienischer Tochter Costa Crociere am Standort ihrer Niederlassung in Rostock. Weitere Kooperationspartner sind die NSB Niederelbe Schiffahrtsgesellschaft mbH & Co. KG sowie die Lotsenbrüderschaft Wismar-Rostock-Stralsund.
Im Rahmen des Sokrates- bzw. Erasmus-Programms werden außerdem jährlich studentische Austauschprogramme mit folgenden Einrichtungen durchgeführt:
- Dept. of Electronic & Computer Engineering of the University of Limerick (Limerick, Irland)
- School of Computing and Mathematical Sciences of the John Moores University (Liverpool, England)
- Tokyo University of Science (Tokio, Japan)
- Centre for Management and Information Technology (CMIT) (Hyderabad, Indien)
- Södertörns högskola (Huddinge bei Stockholm, Schweden)

In den Jahren 2009/10 studierten im Rahmen des Erasmus-Programms 111 ausländische Studenten an der Hochschule Wismar. Gleichzeitig nahmen 31 Studenten der Hochschule Wismar an einem Austausch mit einer ausländischen Partnereinrichtung teil.

## Bekannte Angehörige

### Direktoren/Rektoren
| Zeitraum                                                                 | Name                         |
| Ingenieur-Akademie Wismar                                                | Ingenieur-Akademie Wismar    |
| ------------------------------------------------------------------------ | ---------------------------- |
| 1908–1923                                                                | Robert Schmidt               |
| 1923–1925                                                                | Johs. Herfurth               |
| 1925–1930                                                                | Carl Michenfelder            |
| 1930–1931                                                                | Adolf Weingarten             |
| 1931–1933                                                                | Werner Böttger               |
| 1933–1934                                                                | Berthold                     |
| 1934–1945                                                                | Fritz Müller                 |
| Staatliche Bau- und Ingenieurschule Wismar                               |                              |
| 1945–1947                                                                | Georg Münter                 |
| Staatliche Ingenieurschule für Maschinenbau Wismar                       |                              |
| 1948–1951                                                                | Friedrich Haase              |
| 1951–1952                                                                | Herbert Dallmann             |
| Fachschule für Schiffbautechnik Wismar                                   |                              |
| 1952–1953                                                                | Ernst Schmeißer              |
| 1953                                                                     | Walter Schulz                |
| 1953–1958                                                                | Siegfried Görs               |
| Fachschule für Bauwesen Wismar                                           |                              |
| 1955–1957                                                                | Hans-Joachim Linck           |
| 1957                                                                     | Rudi Hartung (kommissarisch) |
| Ingenieurschule für Bauwesen Wismar                                      |                              |
| 1958–1961                                                                | Victor Schreiter             |
| 1961–1968                                                                | Heinz Gliemann               |
| Ingenieurschule für Schwermaschinenbau und Elektrotechnik Wismar         |                              |
| 1958–1964                                                                | Hans-Ludwig Heuer            |
| Ingenieurschule für Maschinenbau und Elektrotechnik Wismar               |                              |
| 1964–1965                                                                | Hans-Ludwig Heuer            |
| 1965–1968                                                                | Werner Grobelin              |
| Ingenieurschule für Maschinenbau, Elektrotechnik und Bauwesen Wismar     |                              |
| 1968–1969                                                                | Hans-Ludwig Heuer            |
| Ingenieurhochschule Wismar                                               |                              |
| 1969–1979                                                                | Hans-Ludwig Heuer            |
| 1979–1988                                                                | Heinrich Preuß               |
| Technische Hochschule Wismar                                             |                              |
| 1988–1990                                                                | Walter Schäfer               |
| 1990–1992                                                                | Heinrich Krambeer            |
| Hochschule Wismar, Fachhochschule für Technik, Wirtschaft und Gestaltung |                              |
| 1992–1994                                                                | Heinrich Krambeer            |
| 1994–2002                                                                | Burckhard Simmen             |
| 2002–2014                                                                | Norbert Grünwald             |
| seit 2014                                                                | Bodo Wiegand-Hoffmeister     |

### Absolventen und Dozenten
- Horst Alsleben, Bauingenieur und Fachingenieur für Denkmalpflege, Studierte Bauingenieurwesen an der Ingenieurhochschule Wismar (1965–1970) und war später auch Mentor und Fachbetreuer von Studenten der Ingenieurhochschule Wismar
- Michael Ankermann, Politiker (CDU) und Rechtsanwalt, bis 1999 Lehrbeauftragter
- Gerhard Banse, Wissenschaftsphilosoph und Professor, Lehrte an Ingenieurhochschule Wismar
- Rainer Beckmann, Politiker (SPD), Studium an der Technischen Hochschule Wismar und Abschluss als Diplomingenieur Maschinenbau (1973)
- Andreas Bluhm, Politiker (Die Linke), Landtagsabgeordneter (1990–2011) und seit 2001 Vizepräsident im Landtag von Mecklenburg-Vorpommern
- Angelika Bruhn, Verlegerin, studierte an der Ingenieurhochschule Wismar und machte 1977 den Abschluss als Diplomingenieurökonom (Dipl.-Ing. oec.)
- Karl Buttmann, Architekt, lehrte 1947 an der Staatlichen Bau- und Ingenieurschule Wismar
- Fritz Dettmann, Wirtschaftsfunktionär in der DDR, Studium an der Ingenieurschule für Maschinenbau Wismar und Abschluss als Ingenieur für Schiffsmaschinenbau (1950–1953)
- Rolf Eggert, Ingenieur und Politiker (SPD), seit 2002 Präsident der Hauptverwaltung Hamburg der Deutschen Bundesbank, Studium an der Ingenieurschule für Seefahrt in Wustrow (1966–1969), Forschungsingenieur und wissenschaftlicher Oberassistent an der Technischen Hochschule Wismar (1986–1992), Lehrstuhl für Steuerungstechnik an der Hochschule Wismar (1992)
- Gunda Förster, Künstlerin, hat seit 2015 die Professur „Kunst im Kontext von Architektur und Design“ inne
- Frank Hardtke, Rechtswissenschaftler und Rechtsanwalt, seit 2003 Professor für Steuer- und Unternehmensrecht
- Antje Herbst, Kapitänin, „die einzige deutsche Kapitänin eines Schwergutfrachters“ und eine von nur fünf Kapitäninnen in Deutschland (Stand 2009), Studium der Nautik am Fachbereich Seefahrt in Warnemünde (Kapitänspatent 2004)
- Walter Hinsch, Architekt, studierte an der Ingenieur-Akademie Wismar
- Georg Ihde, Politiker (FDP), Studium an der Ingenieurschule Wismar (1965–1970)
- Henning Irmler, Rechtsanwalt, seit 2013 Honorarprofessor für Architekten- und Ingenieurrecht an der Hochschule Wismar
- Gerd Jäger, Architekt, Dozent am Lehrstuhl für Gebäudekunde der Hochschule Wismar (2000–2002)
- Holger Jung, Werber und Mitbegründer der Hamburger Werbeagentur Jung von Matt sowie Präsident des Gesamtverband Kommunikationsagenturen (2002–2008), seit 2003 Professor an der Hochschule Wismar
- Alfred Kolodniak, Politiker (SED), studierte zwischen 1950 und 1954 an der Fachschule für Schiffbautechnik Wismar mit Abschluss als Ingenieur für Schiffsmaschinenbau
- Jost Kramer, Betriebswirt, ab 2001 Professor für Allgemeine Betriebswirtschaftslehre
- Günther Krause, Politiker (CDU), Bundesminister für Verkehr (1991–1993), Habilitation zum Dr. sc. techn. (1987), Honorarprofessor (1990)
- Paul Krüger, Politiker (CDU), Bundesminister für Forschung und Technologie (1993–1994) und Oberbürgermeister von Neubrandenburg (2001–2015), 1969 Maschinenbau-Studium an der Ingenieurhochschule Wismar (Dipl.-Ing. 1975, Dr.-Ing. 1986)
- Achim Kubinski, Künstler, Komponist und Galerist, unterrichtete an der Hochschule Wismar
- Uta Kummer, bremische Politikerin (SPD), ehemalige Abgeordnete der Bremischen Bürgerschaft, Studium Ingenieurbau an der Technischen Hochschule Wismar (1986–1990)
- Gerhard Lau, Denkmalpfleger und Autor, Studium an der Ingenieurhochschule Wismar und Abschluss als Elektroingenieur
- Knut Wolfgang Maron, Fotokünstler, seit 1993 Professor für experimentelle Fotografie an der Hochschule Wismar, Fachbereich Design/Innenarchitektur (ehem. Außenstelle Heiligendamm), von 1996 bis 1998 war er dort Dekan
- Jean-Remy von Matt, Werbetexter und Mitbegründer der Hamburger Werbeagentur Jung von Matt, seit 2003 Professor für Werbung an der Hochschule Wismar
- Kerstin Metzner, Wasserbauingenieurin und seit 2017 Abgeordnete im Schleswig-Holsteinischen Landtag (SPD)
- Claus Müller-Schloen (1953–2015), lehrte von 1993 (Fachhochschule für Angewandte Kunst Heiligendamm) bis 1998 Hochschule Wismar im Fachbereich Design/Innenarchitektur
- Claudia Nagel, Wirtschaftswissenschaftlerin, Organisationspsychologin, Unternehmensberaterin und Autorin, lehrte an der Hochschule Wismar
- Jörg Nobis, Politiker (Alternative für Deutschland) und seit 2017 Abgeordneter und Fraktionsvorsitzender im Schleswig-Holsteinischen Landtag
- Helmut Oder, Wirtschaftsfunktionär, Politiker (SED) und Oberbürgermeister von Schwerin (1984–1990), Promovierte an der Ingenieurhochschule Wismar zum Dr. oec. (1981)
- Marc Reinhardt, Politiker (CDU), seit 2006 Abgeordneter des Landtages von Mecklenburg-Vorpommern, Studium zum Diplom-Wirtschaftsjuristen (FH) an der Hochschule Wismar (2001–2006)
- Michael F. Rohde, Lichtplaner und Architekt, seit 2006 Professor für Licht, Raum und Kommunikation an der Hochschule Wismar
- Henrik Schnegas, Ingenieur und Hochschullehrer, seit 2003 Professor für Maschinenbau, Verfahrens- und Umwelttechnik an der Fakultät für Ingenieurwissenschaften der Hochschule Wismar
- Rudolf Schricker, Innenarchitekt, Designer und Publizist, Professor im Fachbereich Design und Innenarchitektur (1993–2002)
- Andreas von Schubert, Maschinenbauingenieur und Wirtschaftswissenschaftler, Professor für Personalmanagement an der Hochschule Wismar
- Lutz Schumacher, Journalist, Geschäftsführer und Chefredakteur der Tageszeitung Nordkurier, Studium der Betriebswirtschaftslehre (Diplom und Master)
- Helmut Senf, Metallgestalter und Maler, 2007 bis 2018 Lehrbeauftragter für Fachspezifische Gestaltungslehre (Metall- und Emailgestaltung)
- Michael Silkeit, Gewerkschafter und Politiker (CDU), Abgeordneter im Landtag Mecklenburg-Vorpommern (2011–2016), studierte Betriebswirtschaftslehre an der Ingenieurhochschule Wismar
- Hagen Stüdemann, Jazz-Gitarrist, Improvisationsmusiker, Komponist, Kontrabassist und Grafiker, studierte Grafik und Design an der Hochschule Wismar, Außenstelle Heiligendamm
- Harry Weltzin, Opfer an der innerdeutschen Grenze
- Gerhard Wunsch, Ehrendoktor und einer der ersten Studierenden der Technischen Hochschule Wismar, Professor für Elektrotechnik
- Gerd Zielenkiewitz, Politiker, seit 1990 Mitglied und Präsident der Bürgerschaft der Hansestadt Wismar und Mitglied des Landtages von Mecklenburg-Vorpommern (2002–2011), lehrte an der Hochschule Wismar im Bereich Statik (1973–1994)

## Regelmäßige Veranstaltungen
Folgende Veranstaltungen finden regelmäßig an der Hochschule Wismar statt:
- „Campus Ahoi!“ – Tag der offenen Tür
- „Student trifft Wirtschaft“ – Firmenkontaktbörse
- Wismarer Wirtschaftsinformatik-Tage (WiWiTa) – Eine seit 1998 alle zwei Jahre stattfindende IT-Konferenz in Mecklenburg-Vorpommern.[17]
- AUTSYM International Symposium on AUTOMATIC CONTROL – Alle drei Jahre stattfindende internationale Tagung zur Thematik Automatisierungstechnik
- KinderUni Wismar – Vorlesungen für Kinder im Alter von 8 bis 12 Jahren[18]
- Senioren-Uni Wismar – Vortragsveranstaltungen für Senioren[19]
- Hochschulball der Hochschule Wismar – Jährlich am dritten Freitag im November stattfindende Tanzveranstaltung[20]
- Kutterpullen – Internationaler Ruderwettbewerb am Bereich Seefahrt
- Wismarer Campuslauf – Seit 1999 jährlich stattfindender Lauf in sechs Disziplinen über vier Strecken (Campusgelände, Rundkurs, Poel-Wismar, Groß Strömkendorf-Wismar)
- CampusOpenAir Wismar – Seit 2000 jährlich stattfindende eintägige Open-Air-Festival mit 6000 bis 8000 Besuchern und v. a. deutschsprachiger Bands diverser Genres. Bisher traten dort u. a. 2raumwohnung (2005), Blumentopf und Clueso (2006), Culcha Candela und Dog Eat Dog (2007), Donots, Das Bo und MIA. (2008), Fotos, Dendemann, Virginia Jetzt! und Thomas D (2009), The Boss Hoss, Samy Deluxe, Tele, The Sonic Boom Foundation (2010), Herrenmagazin, Bosse, Northern Lite, K.I.Z (2011) und Jennifer Rostock (2012), Die Orsons, Montreal, Krahnstøver, Frittenbude und Madsen (2013), Qunstwerk, Jupiter Jones, The toten Crackhuren im Kofferraum, Itchy Poopzkid, Alligatoah (2014), Sonuvab!tch, Sondaschule, Rakede, 257ers, SDP (2015)[21].

Das Festival findet traditionell nach der ersten Woche des Wintersemesters (Ende September) statt, wird komplett ehrenamtlich vom allgemeinen Studierendenausschuss der Hochschule organisiert und gilt als eine der größten regelmäßigen Musikveranstaltungen in Mecklenburg-Vorpommern.